# 韓國漢城華僑小學

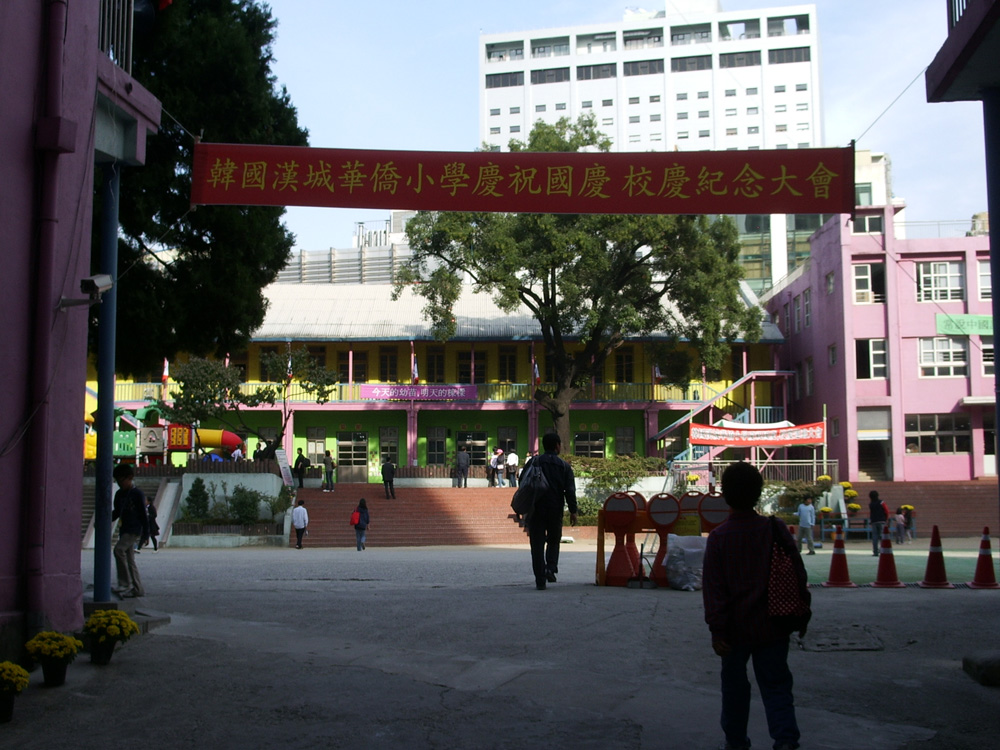
韓國漢城華僑小學

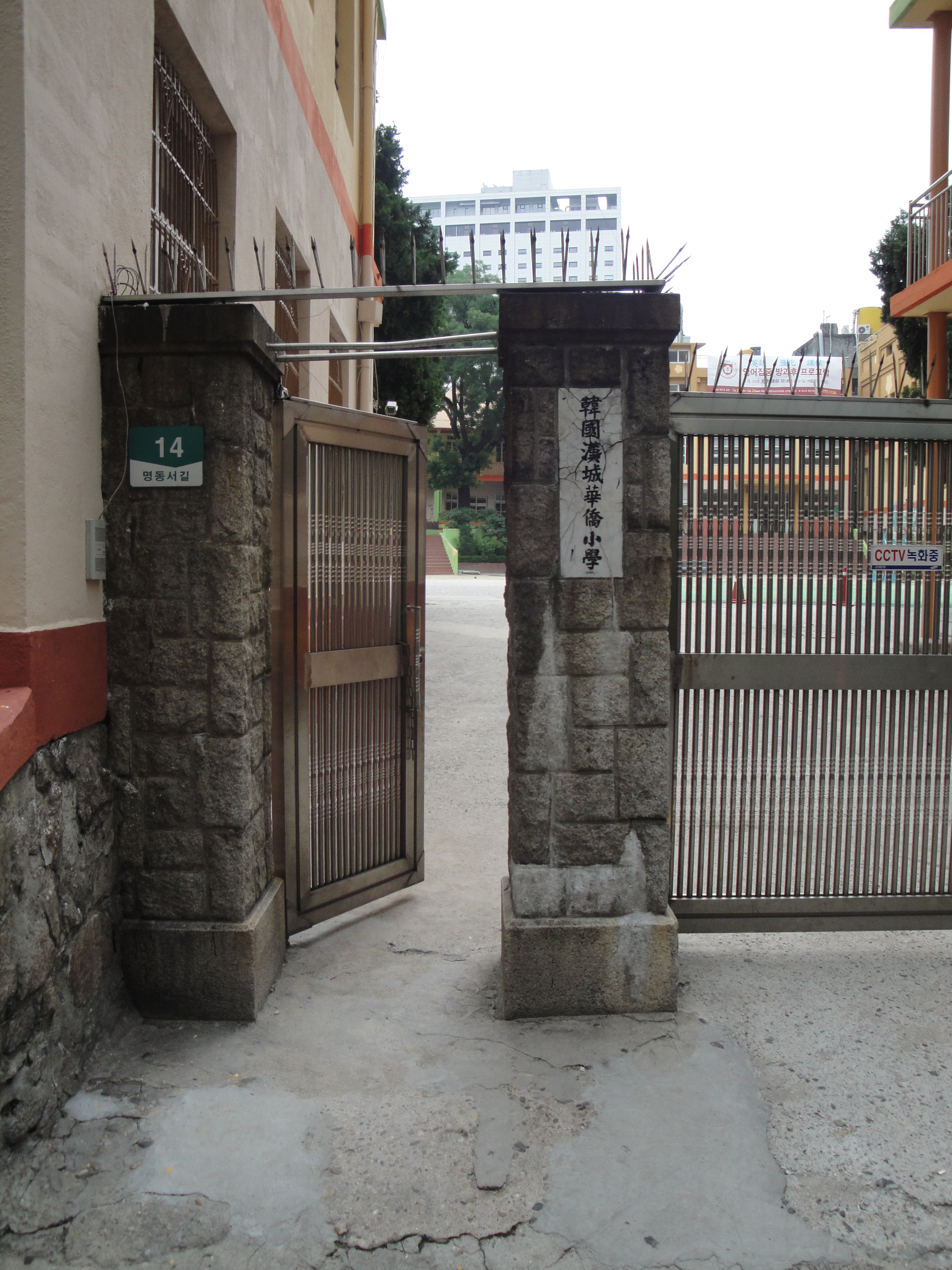
韓國漢城華僑小學大門

韓國漢城華僑小學是一所面向華僑華人的华文国际小学，它位于韓國首爾特別市中區明洞。該校大部分的课程都是用繁體字授課，並使用臺灣教材。学校也提供現代標準漢語课程。該校毕业生可就读韓國漢城華僑中學。

## 历史
校舍為袁世凱於1885年出任大清駐朝鮮時所選購的官邸建築。1909年，清朝時期的中国移民创办了这所学校。清朝滅亡後，由中華民國直接承襲。1992年，中華民國與韓國斷交，雖然不得升起中華民國國旗，但學校資產所有權仍屬於中華民國（臺灣）政府。儘管學校資產屬中華民國所有，但中華民國與中華人民共和國的官員均參與過該校的活動。
該校原為中小學，後因校舍不敷使用，華僑中學便獨立遷址到延禧洞，但原中學校舍仍保留於明洞校內，同時留有于右任和王東原的題字。1960年代，韓國總統朴正熙推動「不歡迎華僑政策」，使得部分華僑外移，並令華僑學校面臨招生問題；直到1970年代，韓國政府才正式將華僑學校納入合法的教育體系中。1998年亞洲金融風暴時期，韓國政府為吸引外資，將華僑學校改為一般學校制度。
1950年代到1970年代，該校的学生人数约为2,000人，不過後來学生人数有所下降，2008年時學校內只有500人。不過由于學習汉语的人數增加，学生人數也開始慢慢增長；一些非華裔韩国家庭也开始把孩子送到学校学习中文。2009年時学校有大约600名学生，同年舉辦庆祝建校100周年的活動。截至2009年，大多数学生都出生在韩国。截至2011年，该校有700名学生，其中70-80%是海外华人，其余的學生為韩国人以及日本、英国和法国人。

## 外部鏈接
- Seoul Chinese Primary School （页面存档备份，存于） （中文）